# Xanthorrhoea malacophylla
Xanthorrhoea malacophylla là một loài thực vật có hoa trong họ Thích diệp thụ. Loài này được D.J.Bedford miêu tả khoa học đầu tiên năm 1986.